# Léopold-Charles de Choiseul-Stainville
Pour les autres membres de la famille, voir Famille de Choiseul.
Léopold-Charles de Choiseul-Stainville (né le 6 décembre 1724 à Lunéville - mort à Moulins le 10 septembre 1774) est un ecclésiastique français de la famille de Choiseul qui fut abbé commendataire et successivement évêque d’Évreux, archevêque d'Albi et archevêque de Cambrai.

## Biographie
Léopold Charles de Choiseul-Stainville est le fils de François-Joseph de Choiseul-Beaupré, marquis de Stainville (1695 - † 1769) et de Françoise-Louise de Bassompierre (vers 1694 - † 1758). Il est le frère cadet de Étienne-François de Choiseul, le puissant ministre et favori de Louis XV et de Jacques Philippe de Choiseul-Stainville, duc de Choiseul. Du fait de l'influence de ses parents, il fait une rapide carrière ecclésiastique. Tonsuré le 23 aout 1738 chez les Visitandines de Paris il reçoit les ordres mineurs le 18 septembre 1745. Sous-diacre le 17 décembre 1746 il devient diacre et est ordonné prêtre par son cousin Claude-Antoine de Choiseul-Beaupré évêque de Châlons-sur-Marne dont il devient le vicaire-général.
Il est désigné comme évêque d'Evreux le 14 mai 1758 et confirmé le 2 octobre puis consacré le 29 octobre 1758 par Louis Charles du Plessis d'Argentré, évêque de Limoges. Avant qu'il ne rejoigne son diocèse, il est dès avril 1759  promu à l'archidiocèse d'Albi et il résigne son évêché d'Évreux le 30 avril 1759. Il est confirmé comme archevêque d'Albi le 28 mai. En cette même année 1759, il devient abbé commendataire de l'abbaye Saint-Arnould diocèse de Metz et le reste jusqu'à sa mort. Le 13 mai 1764 il est désigné comme archevêque de Cambrai. Il résigne alors son archidiocèse d'Albi le 5 juillet 1764 et il est confirmé comme archevêque le 9 juillet 1764. Il ne fait que de brefs séjours de l'archidiocèse dont il prend possession le 6 octobre et dont il délègue la gestion à ses suffragants. La disgrâce de sa famille en 1770, affaiblit sa position. Atteint d'une affection réputée « catarrhale » il se rend aux eaux de Vichy jusqu'au 8 septembre 1774 mais meurt sur la route du retour à Moulins le 11 septembre 1774. Il est inhumé dans l'église Saint-Pierre de la ville mais son tombeau est détruit lors de la Révolution française.